# Krahnenbergbrücke
Die Krahnenbergbrücke ist eine 1080 m lange Straßenbrücke der Bundesstraße 9. Es war im Jahre 1964 die erste Hangbrücke aus Spannbeton in Deutschland.
Das Bauwerk liegt im Zuge der Ortsumgehung westlich von Andernach unterhalb des Krahnenberges. Da an der Engstelle zwischen Bergfuß und dem Rhein schon die Eisenbahnstrecke Köln-Koblenz und die alte Bundesstraße 9, heute Landesstraße 121, vorhanden sind, wurde die Hanglage für die neue vierspurige Straße gewählt. Die Trasse besitzt im Verlauf des Bauwerkes bei einer Längsneigung von 2 % im Grundriss variable Krümmungsradien, der kleinste Radius ist 475 m. Das nördliche Ende der Brücke ist ein 30 m langer Trennpfeiler, auch „Bastion“ genannt, an den die Hochstraße Namedy anschließt.
Die nach einem Entwurf von Hans Wittfoht zwischen den Jahren 1961 und 1964 von Polensky & Zöllner gebaute Hangbrücke wurde von Juni 2010 bis Januar 2015 umfassend saniert.

## Gründung und Unterbauten
Die Unterbauten bestehen aus paarweise im Achsabstand von 8,5 m angeordneten Pfeilern, die maximal 28 m hoch sind. Sie haben einen sechseckigen Hohlquerschnitt aus Stahlbeton. Die Außenabmessungen sind 2,0 m in Brückenquerrichtung und bei den Regelpfeilern 1,5 m in Längsrichtung, bei den Trennpfeilern mit den Doppellagern 2,5 m.
Die Pfeiler sind im Regelfall mit 3,4 m breiten und 2,9 m langen Einzelfundamenten auf dem anstehenden Fels flach gegründet. Im Bereich einer aufgefüllten Verwerfungsspalte ist der bergseitige Pfeiler zusätzlich über einen längsverlaufenden Abfangträger gegründet, talseitig ist eine kombinierte Schacht-Flachgründung vorhanden.

## Überbau
Die Überbau der Spannbetonbrücke ist in Längsrichtung durch Dehnfugen in vier Durchlaufträgerabschnitte unterteilt. In Querrichtung ist ein zweizelliger Hohlkastenquerschnitt mit einer unteren Breite von 10,7 m und einer konstanten Konstruktionshöhe von 2,0 m vorhanden. Die Vorspannung besteht aus internen Spanngliedern. Der Überbau hat in den Lagerachsen Querträger. Die Stützweiten betragen für die 34 gleichen Brückenfelder 31,75 m.

## Bauausführung
Aufgrund der Hanglage sowie des gekrümmten Grundrisses wurde die Brücke mit einer Vorschubrüstung hergestellt. Nach der an der Kettiger Hangbrücke kurz zuvor eingesetzten Zweiphasen-Vorschubrüstung der Strabag war dies die zweite, zur Einphasen-Vorschubrüstung weiterentwickelte Anwendungen dieses Bauverfahrens in Deutschland. In zwei Wochen wurde jeweils ein Feldabschnitt hergestellt.